# Lady Bird Johnson
Claudia Alta “Lady Bird” Taylor Johnson (Kamack, Texas, 22 de desembre de 1912 - West Lake Hills, Texas, 11 de juliol de 2007) va ser una periodista, docent, activista política i empresària estatunidenca, que va ser Primera Dama dels Estats Units en el període comprès entre 1963 i 1969, pel fet d'haver-se casat amb el president Lyndon B. Johnson. Durant tota la vida, Lady Bird va ser defensora de l'embelliment de les carreteres i ciutats del seu país, com també dels recursos naturals. I aquestes van ser les prioritats durant la seva gestió com a primera dama. Després de deixar la Casa Blanca el 1969 i de la mort del seu espòs el 1973, Claudia Johnson es va mantenir activa com a empresària i activista política, per la qual cosa va rebre la Medalla Presidencial de la Llibertat i la Medalla d'Or del Congrés, el més alt honor civil que es pot concedir al seu país natal.

## Infància i joventut
D'ascendència anglesa i escocesa, va néixer a la plantació dels seus pares, Brick House, a Karnack, Texas, i va ser la filla de Minnie Patillo-Taylor (1868-1918) i Thomas Jefferson Taylor, un acomodat home de negocis. Va rebre el sobrenom Lady Bird quan una mainadera va dir que “és tan maca com una marieta” (en anglès, ladybird significa marieta), i ho va mantenir durant tota la seva vida.
Es va graduar a la Marshall Sènior High School i va estudiar periodisme i art a St. Mary's Episcopal School for Girls. Es va graduar a la Universitat de Texas.

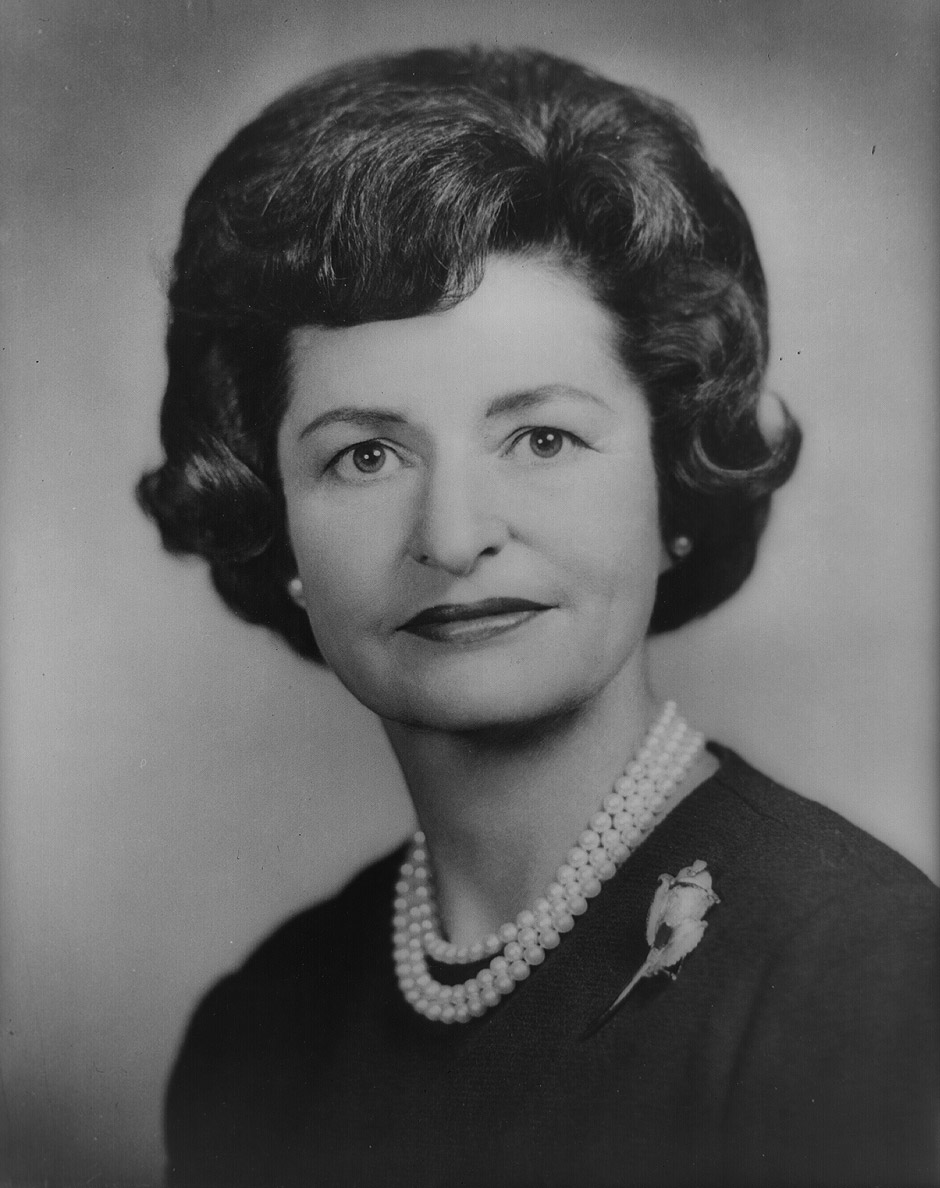
Lady Bird Johnson el 1962.

## Matrimoni
Es va casar amb Lyndon B. Johnson el 17 de novembre de 1934 a Sant Antonio, Texas. El matrimoni va tenir dues filles, Lynda Bird Johnson (1944) i Luci Baines Johnson (1947). Era

## Primera dama dels Estats Units
Durant la seva etapa com a primera dama, es va dedicar a la protecció del medi ambient, va convèncer les autoritats texanes de mantenir zones arbrades a les carreteres i va crear un projecte per embellir la ciutat de Washington D. de C., tot millorant-hi les condicions d'habitabilitat.
Va donar suport al pla Head Start, per acabar amb l'estat de pobresa dels nens necessitats gràcies a facilitar-los llars d'acolliment.
Va nomenar secretària de premsa i cap del seu personal per primera vegada una dona, Liz Carpenter, una companya de la Universitat.
El 1968, l'actriu Eartha Kitt va fer una crida pacifista durant un esmorzar per a dones a la Casa Blanca, i Lady Bird va aconseguir que fos exiliada professionalment dels EUA.

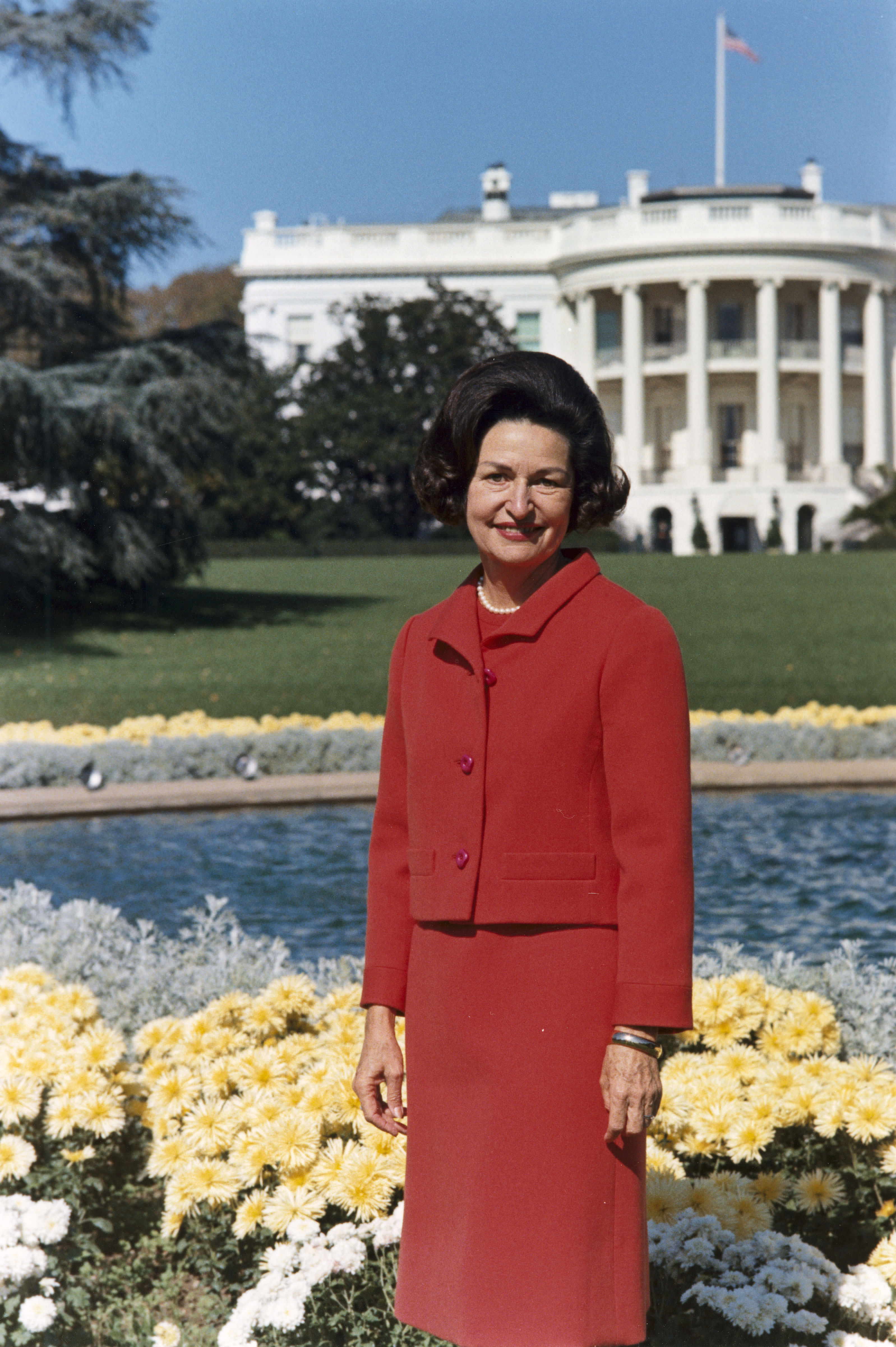
Lady Bird Johnson enfront del costat sud de la Casa Blanca

## Des de 1969

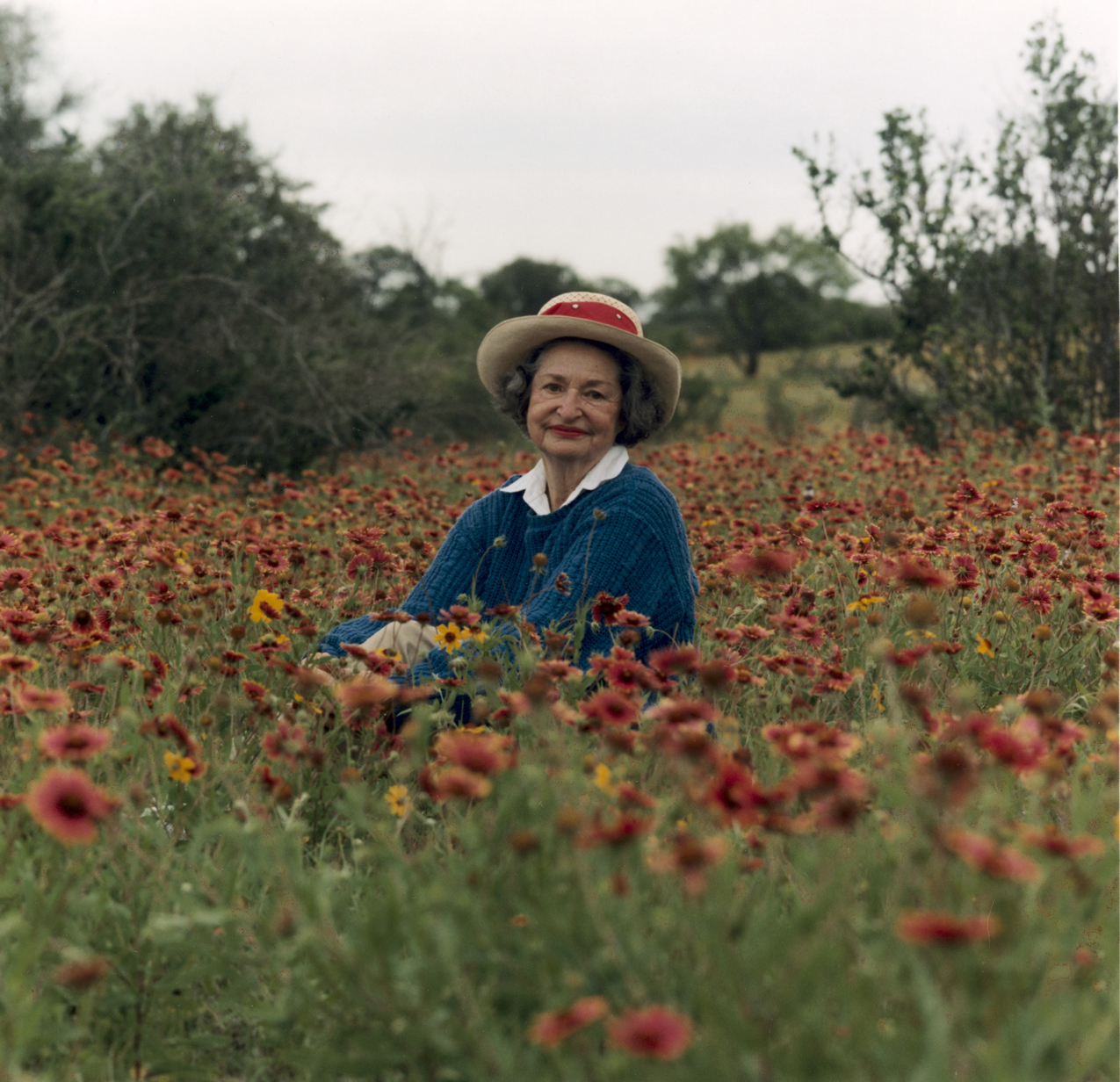
Lady Bird Johnson l'any 1990.

Als anys 70, va centrar la seva atenció a Austin, Texas, i s'implicà en el projecte d'embelliment de l'àrea riberenca del llac Town. Va fundar el National Wildflower Research Center, una organització no lucrativa dedicada a preservar i a reintroduir les plantes natives a les seves zones d'origen. El centre ara es coneix com a Lady Bird Johnson Wildflower Center. El 20 de juny de 2006, la universitat de Texas a Austin va anunciar la intenció d'incorporar el centre a la universitat.
Després que el president Johnson morís el 1973, Lady Bird es va dedicar a honrar el seu marit i altres presidents. Era la vídua presidencial més activa durant els anys 1970, els 1980, i els primers 1990. Encara va assistir a la proclamació com a president de George W. Bush al gener de 2001.
El 1993, la seva salut va començar a fallar. Va sofrir un lleu atac d'apoplexia a l'agost de 1993 i va quedar pràcticament cega a causa de la degeneració macular. Va ser hospitalitzada l'11 de novembre de 1999. El 2 de maig de 2002, va sofrir un altre atac i va quedar-se sense parlar coherentment i sense caminar per ella mateixa. Al gener de 2005, va anar de nou hospitalitzada.
El 13 d'octubre de 2006, va fer una última aparició pública durant l'anunci de la renovació de la Lyndon B. Johnson Library and Museum. Asseguda en cadira de rodes i amb mostres dels problemes de salut recents, aplaudia juntament amb els presents en la cerimònia.

## Defunció
Lady Bird Johnson i Nancy Reagan han estat les segones dones més longeves que han ocupat el lloc de primera dama dels Estats Units. Solament una altra ha viscut més: Bess Truman, que va morir a l'edat de 97 anys el 1982. El servei secret dels Estats Units l'ha protegit durant més temps que a qualsevol altra persona a la història.
Va morir l'11 de juliol de 2007, amb 94 anys.